# Parabéns (RTP)
Parabéns foi um programa de televisão de Portugal apresentado por Herman José. Durou de 19 de setembro de 1992 a 3 de agosto de 1996.
Inicialmente era criado para homenagear os aniversariantes da semana, mas logo se tornou um grande concurso não só para quem fazia anos, mas para todas as idades. Prova disso é que Parabéns liderava todos os ratings de audiência quando ia ao ar, o que fez com que personalidades e artistas internacionais passassem por lá, como Cher, Kylie Minogue, Joan Collins, Omar Sharif ou Roxette. Havia também no Parabéns , um elenco humorístico que protagonizava as rubricas cómicas do programa: na 1°Série Dora & Dário com Victor de Sousa e Ana Bola; na 2°Série as Entrevista Histórica com Vítor de Sousa e Herman José; na 3°Série o Boião de Cultura com Vítor de Sousa e Herman e na 4°Série (última) a rubrica Herman Zap com Herman José, Vítor de Sousa, José Pedro Gomes, Lídia Franco e Maria Rueff.

## Convidados
- Programa 01 - Lucas Pires
- Programa 02 - António Sala
- Programa 03 - Artur Albarran
- Programa 04 - Ramalho Eanes
- Programa 05 - Paulo Caetano
- Programa 06 - José Cid
- Programa 07 - Florbela Queiroz
- Programa 08 - Carlos Lopes
- Programa 09 - Baptista Bastos
- Programa 10 - Rui Reininho
- Programa 11 - Io Apolloni
- Programa 12 - São José Lapa
- Programa 13 -

...